# Blumea hirsuta
Blumea hirsuta là một loài thực vật có hoa trong họ Cúc. Loài này được (Less.) M.R.Almeida mô tả khoa học đầu tiên năm 2001.